# Vilém Blodek
Vilém Blodek, češki skladatelj, flavtist in pianist, * 3. oktober 1834, Praga, Avstrijsko cesarstvo (zdaj Češka), † 1. maj 1874, Praga.
Rodil se je v revni družini in se najprej šolal pri nemških piaristih v Pragi, nato pa na praškem konservatoriju. Po tistem je nekaj časa deloval kot glasbeni učitelj in koncertni pianist, leta 1860 pa je nasledil svojega učitelja Antonína Eiserja kot profesor flavte na konservatoriju.
Poleg učiteljevanja je redno skladal zlasti scensko glasbo za nemška in češka gledališča, skupno za okrog 60 predstav. Na njegovo delo so vplivali predvsem Mendelssohn, Schumann, Smetana in češka ljudska glasba. Njegovo najpomembnejše delo je opera enodejanka V vodnjaku (V studni). 
Leta 1869 se je poročil z učenko Marie Doudlebsk. Zaradi preobremenjenosti je leta 1870 doživel živčni zlom; težave z duševnim zdravjem so vodile v njegovo prezgodnjo smrt v 40. letu starosti.